# Pépi (grand prêtre de Ptah)
Pour les articles homonymes, voir Pépi.
Pépi est un grand prêtre de Ptah sous la XXIe dynastie. Pépi est le père du grand prêtre de Ptah Harsiesi.

## Attestation
Pépi est connu par une généalogie sur le papyrus Berlin 23673, où il est dit contemporain du pharaon Psousennès Ier. Il est également mentionné dans une généalogie du Louvre.